# Acanthochitona biformis
Acanthochitona biformis is een keverslakkensoort uit de familie van de Acanthochitonidae. De wetenschappelijke naam van de soort is voor het eerst geldig gepubliceerd in 1905 door Nierstrasz.